# Jardim de chuva

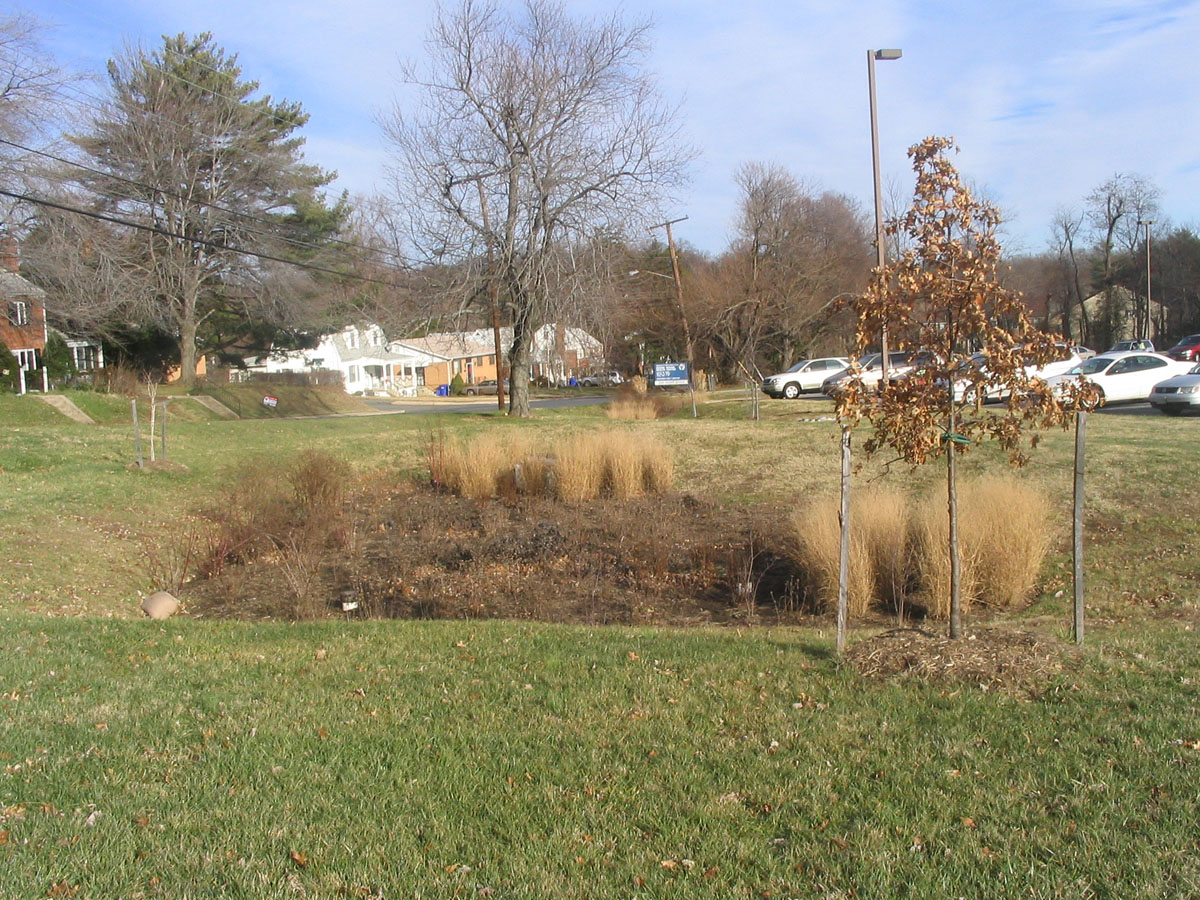
Um jardim de chuva durante o inverno

Um jardim de chuva é qualquer jardim projetado para que, por sua localização, geometria, composição de solo e/ou vegetação, absorva mais água de chuva do que o solo natural absorveria.
Também chamados de instalações de biorretenção, são uma das várias práticas destinadas a aumentar a reabsorção do escoamento da chuva pelo solo. Eles também podem ser usados para tratar águas pluviais poluídas. Os jardins de chuva são elementos paisagísticos projetados para reduzir a velocidade, a quantidade total e a carga poluente do escoamento de áreas urbanas impermeáveis, como telhados, calçadas, calçadas, estacionamentos e áreas jardins impermeabilizados pela compactação do solo. Os jardins de chuva contam com plantas, solo natural e agregados de diferentes granulometrias para reter as águas pluviais e aumentar o tempo de atraso da infiltração, ao passo em que remediam e filtram os poluentes transportados pelo escoamento urbano. Outro benefício do plantio de jardins de chuva é a consequente diminuição da temperatura ambiente do ar e da água, uma mitigação que é especialmente eficaz em áreas urbanas com abundância de superfícies impermeáveis que absorvem calor em um fenômeno conhecido como efeito ilha de calor.
As plantações de jardins de chuva geralmente incluem vegetação ciliar de zonas úmidas ("wetlands"), como flores silvestres, ciperáceas, juncos, samambaias, arbustos e pequenas árvores. Essas plantas absorvem nutrientes e água que fluem para o jardim de chuva e liberam vapor de água de volta à atmosfera através do processo de transpiração. As raízes profundas das plantas também criam canais pelos quais as águas pluviais se infiltrem no solo. Os sistemas radiculares aumentam a infiltração, mantêm ou até aumentam a permeabilidade do solo, fornecem redistribuição de umidade e sustentam diversas populações microbianas que realizam a biofiltração. Os micróbios ajudam a quebrar os compostos orgânicos (incluindo alguns poluentes) e remover o nitrogênio.
Os jardins de chuva tendem a melhorar a qualidade da água em corpos d'água próximos e realimentar o lençol freático. Os jardins de chuva também reduzem a quantidade de água, incluindo água poluída, que entra no sistema de drenagem pluvial, que normalmente é descarregado diretamente na forma de água superficial e causa erosão, poluição da água e inundações. Os jardins de chuva também reduzem o consumo de energia, diminuindo a carga na infraestrutura convencional de tratamento de águas pluviais.
Os jardins de chuva geram diferentes tipos de benefícios; eles melhoram a qualidade da água filtrando o escoamento, fornecem controle localizado de enchentes, criam locais de paisagismo estético e oferecem oportunidades de plantio. Eles também incentivam a vida selvagem e a biodiversidade, unem edifícios e seus ambientes circundantes de maneira integrada e ambientalmente vantajosa e fornecem soluções significativas para importantes problemas ambientais que afetam muitos aspectos da vida urbana.

## Histórico
Os primeiros jardins de chuva foram criados para imitar as áreas naturais de retenção de água que se desenvolveram antes da urbanização. Os primeiros jardins de chuva assim denominados foram desenvolvidos em 1990 no Condado de Prince George, Maryland, nos EUA. Dick Brinker, um construtor de um empreendimento habitacional, propôs substituir as tradicionais bacias de retenção por uma área de bioretenção. Ele apresentou a Larry Coffman, engenheiro ambiental e Diretor Associado de Programas e Planejamento do condado no Departamento de Recursos Ambientais, a ideia de substituição. A proposta foi aprovada como piloto e o resultado foi o uso extensivo de jardins de chuva em Somerset, um conjunto residencial que tem entre 28 e 37m² (300 a 400 pés quadrados) de jardim de chuva dentro do terreno de cada unidade habitacional. Em estudo de pós ocupação, o sistema demonstrou uma positiva relação de custo-benefício. No lugar do sistema tradicional de drenagem, que envolve calçadas pavimentadas e sarjetas vertendo em sistema de drenagem pluvial e que custaria cerca de US$ 400.000, as valas de drenagem plantadas custaram US$ 100.000 para serem instaladas, produzindo efeito similar na mitigação do escoamento pluvial superficial. O projeto também foi mais econômico do que construir bacias de retenção que pudessem lidar com chuvas com tempos de retorno de 2, 10 e 100 anos. O monitoramento de fluxo feito em anos posteriores mostrou que os jardins de chuva resultaram em uma redução de 75 a 80% no escoamento de águas pluviais durante as chuvas.
Alguns jardins de chuva, no entanto, existem desde antes da formalização do reconhecimento da técnica. Qualquer depressão de jardim rasa implementada para capturar e filtrar a água da chuva dentro do jardim, de modo a evitar a drenagem da água para fora do local pode ser considerada um jardim de chuva – especialmente se a vegetação for plantada e mantida com reconhecimento de seu papel nessa função. Valas de beira de estrada vegetadas, atualmente conhecidas como biovaletas, compõem o sistema de drenagem convencional em muitas partes do mundo muito antes de extensas redes de esgotos de concreto se tornarem a prática convencional de engenharia no mundo industrializado. O que há de novo nessa tecnologia é o rigor da compreensão cada vez mais quantitativa de como essas ferramentas podem tornar possível o desenvolvimento sustentável. Isso vale tanto para comunidades desenvolvidas que estão adaptando a biorretenção na infraestrutura de gerenciamento de águas pluviais existente quanto para comunidades em desenvolvimento que buscam um caminho de desenvolvimento mais rápido e sustentável.

## Mitigação da impermeabilização urbana

### Efeitos da impermeabilização urbana
Em áreas urbanizadas, as depressões naturais onde as águas pluviais se acumulariam são normalmente cobertas por superfícies impermeáveis, como asfalto, pavimento ou concreto, e são niveladas para uso automotivo. As águas pluviais são direcionadas para os drenos pluviais que podem causar transbordamento de sistemas de esgoto, causando poluição, erosão ou inundação de cursos d'água que recebem o escoamento de águas pluviais. Ademais, as águas pluviais redirecionadas são muitas vezes mais quentes do que as águas subterrâneas que normalmente alimentam cursos d'água, sendo associadas a perturbações em alguns ecossistemas aquáticos, principalmente pela redução do oxigênio dissolvido (OD). O escoamento de águas pluviais também é fonte de uma grande variedade de poluentes que são levantados de superfícies impermeáveis (como asfalto) ou compactadas durante as chuvas. Dentre esses poluentes podem haver compostos orgânicos voláteis, pesticidas, herbicidas, hidrocarbonetos e metais.

### Sistemas de gerenciamento de águas pluviais
A gestão de águas pluviais ocorre na escala da bacia hidrográfica para evitar impactos a jusante na qualidade da água urbana. A manutenção da bacia hidrográfica se dá pela acumulação cíclica, pelo armazenamento e pelo fluxo de águas subterrâneas. Quando a superfície da bacia é impermeabilizada, as bacias hidrográficas são danificadas, já que o escoamento de águas pluviais é desviado pela superfície e passa a transportar poluentes para os córregos. assim, as bacias hidrográficas urbanas são afetadas por maiores quantidades de poluentes devido às consequências das atividades antrópicas nos ambientes urbanos. A chuva em superfícies impermeáveis se transforma em escoamento superficial e transporta óleo, bactérias e sedimentos que eventualmente chegam a córregos e águas subterrâneas. Estratégias de controle de águas pluviais, como jardins de infiltração, tratam o escoamento superficial contaminado e devolvem a água processada ao lençol freático, ajudando a restaurar o sistema de bacias hidrográficas. A eficácia dos sistemas de controle de águas pluviais é medida pela redução da quantidade de chuva que se torna escoamento superficial (retenção) e o tempo de defasagem (taxa de esgotamento) do escoamento. Mesmo jardins de chuva com pequenas capacidades de infiltração diária podem criar um impacto cumulativo positivo na mitigação do escoamento superficial urbano. Aumentar o número de superfícies permeáveis ao projetar jardins de chuva reduz a quantidade de águas pluviais poluídas que atingem os corpos d'água naturais e recarregam as águas subterrâneas a uma taxa mais alta. Além disso, implantar jardins de chuva em um local que sofre escoamento excessivo de água da chuva mitiga a carga da quantidade de água nos sistemas públicos de águas pluviais e reduz a chance de inundações e enchentes nos fundos de vale.

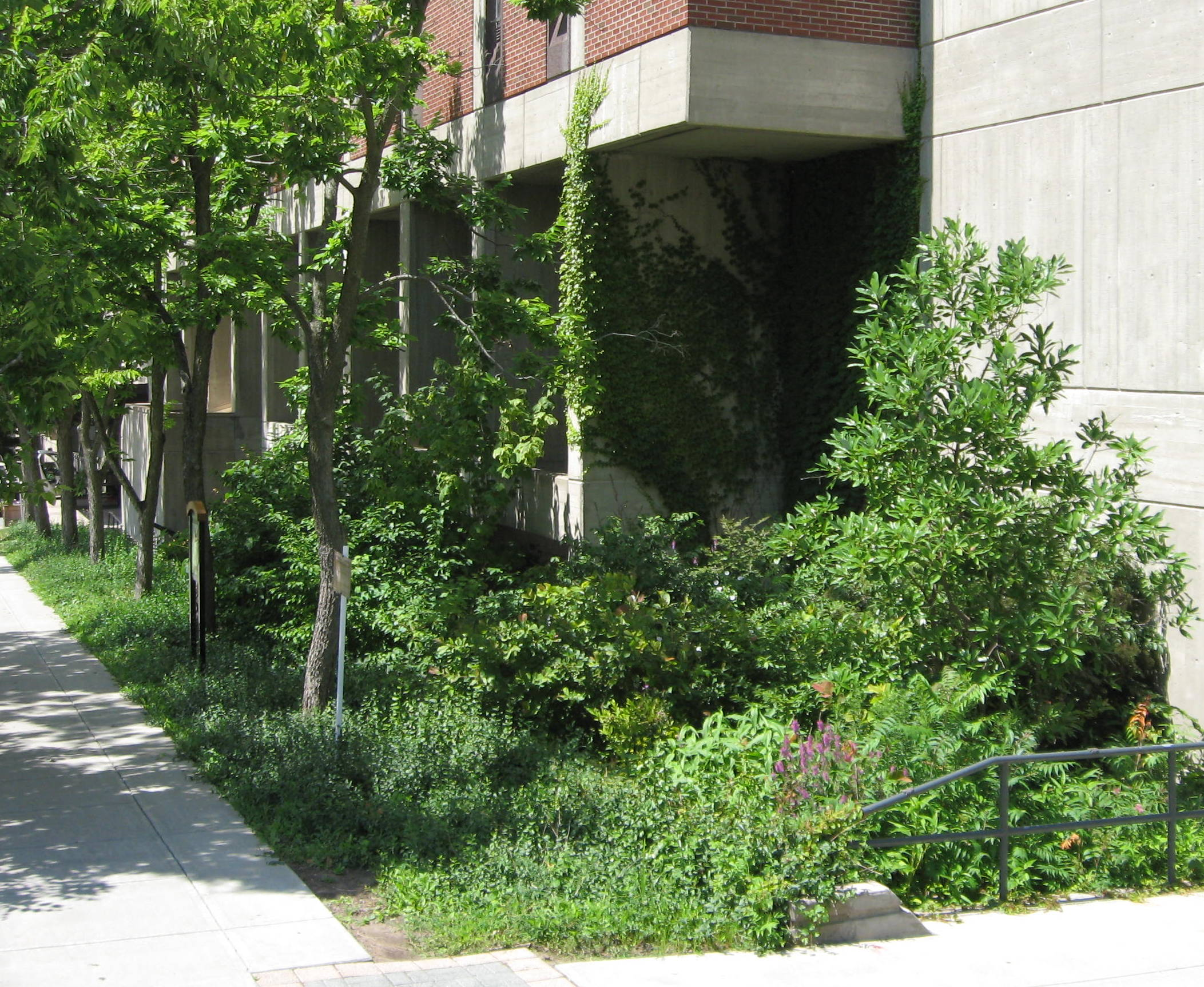
Jardim de chuva na SUNY College of Environmental Science and Forestry em Syracuse, Nova York

O uso de sistemas de biorretenção para o tratamento de água, dentre os quais os jardins de chuva, tem atuação de duas formas: utilizar tratamentos naturais de paisagens e de solos para transportar, armazenar e filtrar águas pluviais antes que se tornem escoadas, e reduzir a quantidade total de superfície impermeabilizada que causa o escoamento urbano contaminado. Os jardins de chuva têm um desempenho mais eficaz quando são planejados em conjunto com o sistema de controle de águas pluviais. Essa abordagem integrada de tratamento de água é chamada de "cadeia de águas pluviais", que consiste no conjunto de técnicas associadas para evitar o escoamento superficial, reter o escoamento para infiltração ou evaporação, reter o escoamento e liberá-lo em uma taxa predeterminada e transportar chuva de onde ela cai para as instalações de detenção ou retenção. Os jardins de chuva têm muitos efeitos reverberantes no sistema hidrológico. Em um sistema de biorretenção como um jardim de chuva, a água é filtrada através de camadas de solo e meios de vegetação, que tratam a água antes que ela integre o lençol freático. Eventual escoamento excedente de um jardim de chuva terá uma temperatura mais baixa do que o escoamento de uma superfície impermeável, o que reduz o choque térmico nos corpos d'água receptores. Além disso, aumentar a quantidade de superfícies permeáveis ao projetar jardins pluviais urbanos reduz a quantidade de águas pluviais poluídas que atingem os corpos d'água naturais e recarregam as águas subterrâneas a uma taxa mais alta.

## Biorretenção
A gestão de águas pluviais baseada na biorretenção é uma prática de projeto de paisagem e água que utiliza as propriedades químicas, biológicas e físicas dos solos, microorganismos e plantas para controlar a qualidade e a quantidade do fluxo de água em determinada porção de terra. As instalações de biorretenção servem principalmente para fazer o gerenciamento do ciclo da água e podem tratar escoamento urbano, águas pluviais, águas subterrâneas e, em casos especiais, águas residuais. As wetlands, se adequadamente projetadas, contribuem para a biorretenção de águas residuais ou águas cinzentas, tendo efeitos benéficos na saúde humana quando comparadas aos sistemas tradicionais de drenagem e tratamento de efluentes. A criação de áreas de biorretenção resulta no aumento da diversidade da vida selvagem e correspondente produção de habitats, além da minimização do uso de energia para tratamento e da poluição resultante. A gestão da água por meio da criação de locais de biorretenção natural dispensa ou reduz a necessidade de cobrir o terreno com superfícies impermeáveis.

### Processo de tratamento de água
A biorretenção controla a quantidade de águas pluviais escoando pelo sistema de drenagem ao realizar a interceptação, a infiltração, a evaporação e a transpiração da água. Primeiro, a chuva é captada pelo tecido vegetal (folhas e caules) e pelos microporos do solo. Em seguida, a água realiza a infiltração - o movimento descendente da água pelo solo - e é armazenada no solo até que o substrato atinja sua capacidade de umidade, quando começa a se acumular no topo do recurso de biorretenção. A água acumulada e a água das superfícies das plantas e do solo são então evaporadas para a atmosfera. Um projeto adequado de local de biorretenção visa que a água permaneça rasa sobre o solo, atingindo uma taxa elevada de evaporação. A água também evapora pelas folhas das plantas após ser absorvida por suas raízes e retorna para a atmosfera, processo conhecido como evapotranspiração.
A biorretenção controla a qualidade das águas pluviais através de sedimentação, filtração, assimilação, adsorção, degradação e decomposição. Quando a água se acumula em cima de um recurso de biorretenção, sólidos suspensos e partículas grandes se depositam no solo. Partículas de poeira, partículas de solo e outros pequenos detritos são eliminados da água à medida que ela se move para baixo, pelo solo, e entre as raízes das plantas. As plantas absorvem alguns dos nutrientes para uso em seus processos de crescimento ou para armazenamento de minerais. Substâncias químicas dissolvidas da água também se ligam às superfícies das raízes das plantas, partículas do solo e outras matérias orgânicas no substrato. Os microrganismos do solo decompõem os produtos químicos remanescentes e os vestígios de matéria orgânica, efetivamente decompondo os poluentes e diluindo-os no solo próximo da superfície.
Embora a purificação natural da água dependa parcialmente do desenho dos jardins de chuva e demais elementos de biorretenção, os principais componentes da biorremediação são a qualidade do solo e a atividade dos microrganismos. Essas características são promovidas pelas plantas, que criam espaços porosos secundários para aumentar a permeabilidade do solo, evitar a compactação do solo através do crescimento de estruturas radiculares complexas, fornecer habitats para os microrganismos nas superfícies de suas raízes e transportar oxigênio para o solo.

## Projeto

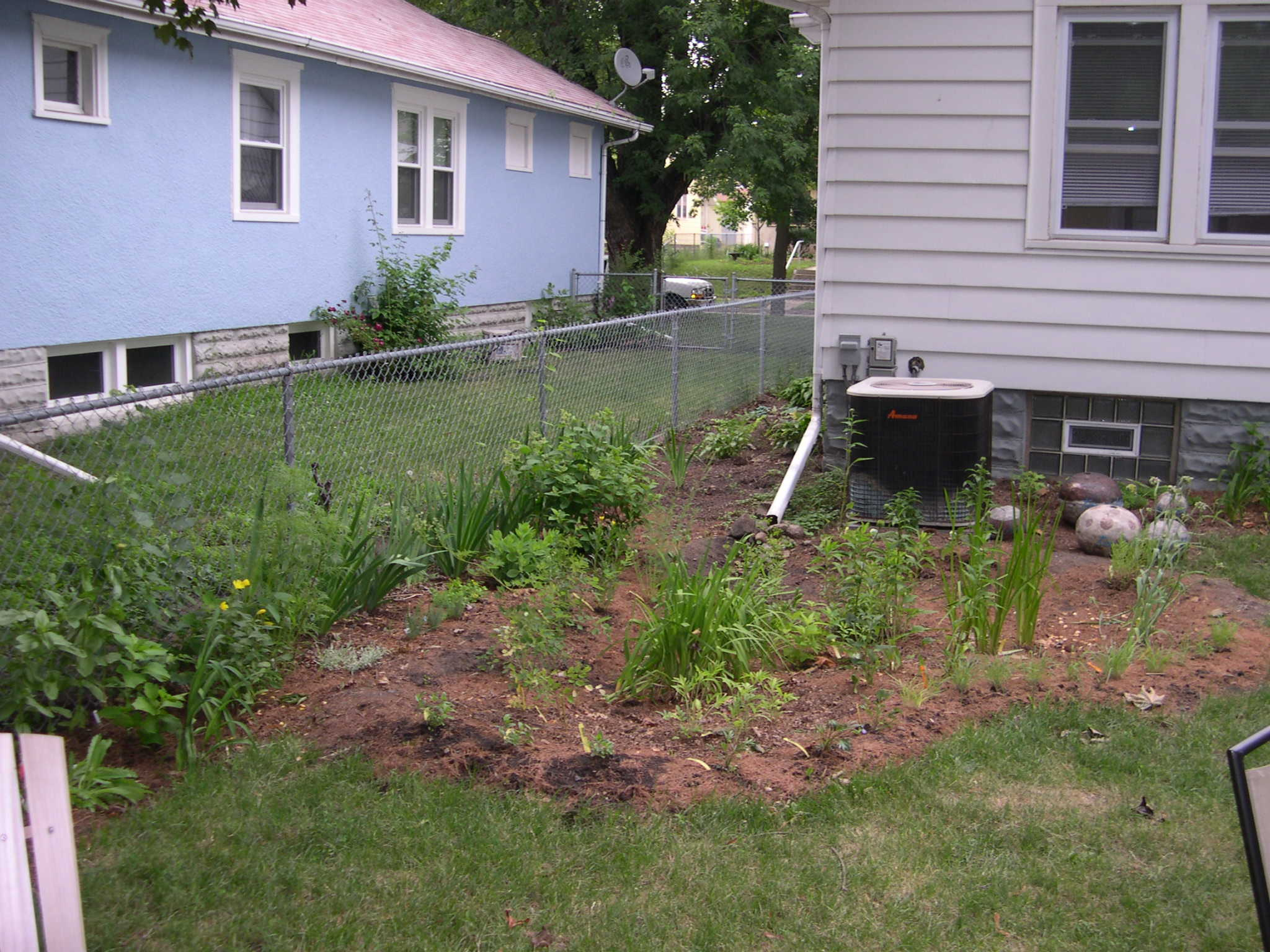
Um jardim de chuva residencial

Ao projetar jardins de chuva, tem-se uma ampla gama de recursos baseados nos princípios da biorretenção. Essas instalações são, idealmente, planejadas em conjunto e incorporadas à paisagem de forma a captar as chuvas que escoam de edifícios e superfícies impermeáveis para jardins e, daí, para corpos d'água. Um jardim de chuva deve ser instalado em área para a onde a água escoe possa se infiltrar, com plantas que contribuam para as taxas de infiltração, além de acumular água e proporcionar a existência de comunidades de microrganismos benéficos. Como os sistemas de infiltração existem para controlar o fluxo das águas pluviais e reduzir os volumes de escoamento superficial, mitigando picos de fluxo, o projeto do jardim de chuva tem como base uma análise da microbacia em que se insere e a avaliação das cargas de chuva no sistema de biorretenção proposto. Isso resulta em diferentes características otimizadas para cada local, o que afeta a escolha de plantios e sistemas de substrato. No mínimo, os jardins de chuva devem ser projetados para a taxa de escoamento de pico durante uma chuva de tempo de retorno de 25 anos. A carga aplicada no sistema determinará então a vazão ideal do projeto.
Jardins existentes podem ser adaptados para funcionar como jardins de chuva, ajustando-se a paisagem para que as calhas e as superfícies pavimentadas escoem rumo às áreas ajardinadas existentes. Mesmo que os jardins existentes tenham solo pouco compactado e plantas bem estabelecidas, pode ser necessário aumentá-los em tamanho ou com acréscimo de plantas variadas para que tenha sua capacidade de infiltração ampliada. Além disso, muitas plantas não toleram raízes saturadas por muito tempo e não são capazes de lidar com o aumento do fluxo de água, não sendo adequadas para o uso em jardins de chuva. As espécies de plantas de jardim de chuva devem ser selecionadas para corresponder às condições do local após a determinação da localização necessária e da capacidade de armazenamento da área de biorretenção. Além de mitigar o escoamento urbano, o jardim de chuva pode contribuir para habitats urbanos para borboletas nativas, pássaros e insetos benéficos.
Os jardins de chuva às vezes são confundidos com bioswales. Swales inclinam-se para um destino, enquanto os jardins de chuva são nivelados; no entanto, um bioswale pode terminar com um jardim de chuva como parte de um sistema maior de gerenciamento de águas pluviais. As valas de drenagem podem ser manuseadas como bioswales e até incluir jardins de chuva em série, economizando tempo e dinheiro em manutenção. Parte de um jardim que quase sempre tem água parada é um jardim aquático, pântano ou lago, e não um jardim de chuva. Os jardins de chuva também diferem das bacias de retenção, onde a água se infiltrará no solo a uma taxa muito mais lenta, dentro de um ou dois dias.

### Solo e drenagem
A água coletada por um jardim de chuva é filtrada ao passar pelas camadas de estratos ou substratos do solo. Depois que o solo atinge seu limite de saturação, o excesso de água se acumula na superfície do solo e eventualmente se infiltra no solo natural abaixo. A mistura de solo de biorretenção normalmente deve conter 60% de areia, 20% de composto e 20% de solo superficial. Solos com maiores concentrações de composto mostraram melhores efeitos na filtragem de águas subterrâneas e pluviais. O solo não permeável precisa ser removido e substituído periodicamente para gerar o máximo desempenho e eficiência se usado no sistema de biorretenção. O solo arenoso (mistura de biorretenção) não pode ser combinado com um solo circundante que tenha um teor de areia mais baixo porque as partículas de argila se depositam entre as partículas de areia e formam uma substância semelhante ao concreto que não é propícia à infiltração, de acordo com um estudo de 1983. O solo compacto do gramado não pode abrigar as águas subterrâneas tão bem quanto os solos arenosos, porque os microporos dentro do solo não são suficientes para reter níveis substanciais de escoamento.
Quando o solo de uma região não é permeável o suficiente para permitir que a água seja drenada e infiltrada no ritmo necessário para evitar inundações, o jardim de chuva é criado com a utilização de solo trazido de outro lugar, sendo possível também instalar um dreno para extravasar o excesso de água (por exemplo, para uma caixa de captação). Se necessário, um poço seco com uma série de camadas de cascalho perto do ponto mais baixo do jardim de chuva ajuda a facilitar a percolação e evita o entupimento da bacia de sedimentação. No entanto, se a ligação à caixa de acumulação adjacente se entupir, o jardim de chuva pode acabar se transformando em uma mera bacia de infiltração, tendo anulado seu propósito como sistema de biorretenção. Quanto mais poluída a água de escoamento, mais tempo ela deve ser retida no solo para purificação. A capacidade de propiciar um período de purificação mais longo pode ser alcançada através da instalação de várias bacias de jardim pluvial menores com solo mais profundo do que o lençol freático sazonal. Em alguns casos, células de biorretenção revestidas com drenagem subsuperficial são usadas para reter quantidades menores de água e filtrar quantidades maiores sem deixar a água percolar tão rapidamente. Um estudo de cinco anos do US Geological Survey indica que jardins de chuva em solos argilosos urbanos podem ser eficazes sem o uso de drenos ou substituição de solos nativos pela mistura de biorretenção. No entanto, também indica que as taxas de infiltração pré-instalação devem ser de pelo menos 6mm/hora. Os solos do tipo D exigirão um subdreno emparelhado com a mistura de solo arenoso para drenar adequadamente.
Para que sejam eficientes, os jardins de chuva devem se localizar onde recebam naturalmente água de chuva escoada de outras áreas (como pavimentos ou telhados de edificações). A partir daí, eles trabalham com a capacidade de percolar a água que entra através de uma série de camadas de solo ou cascalho abaixo da vegetação de superfície. Uma vala drenante pode ser usada para direcionar parte da água da chuva para um local de transbordamento para o caso de chuvas mais fortes. Se o local de biorretenção receber escoamento direto de calhas, ou se o solo existente tiver uma taxa de filtração superior a 125mm por hora, o substrato do jardim de chuva deve conter uma camada de cascalho ou areia sob a solo superficial para atender a essa carga de infiltração aumentada. Se não for originalmente projetado para desaguar em um jardim de chuva, as calhas do telhado podem ser desviadas para um jardim de chuva com o objetivo de otimizar a reabsorção de águas pluviais. Isso reduz a quantidade de carga de água no sistema de drenagem convencional e, em vez disso, direciona a água para infiltração e tratamento através de recursos de biorretenção. Ao reduzir o pico de descarga de águas pluviais, os jardins de chuva prolongam o tempo de atraso hidráulico e mimetizam o ciclo natural da água que tenha sido alterado pelo desenvolvimento urbano, permitindo também a recarga das águas subterrâneas. Ainda que qualquer jardins de chuva permita a recarga de lençol freático e a reduzação do escoamento superficial da água de chuva, é necessário que materiais de remediação sejam incluídos no projeto das camadas de filtragem para que a água recebida seja também despoluída.

### Vegetação
As plantas de jardim de chuva mais comuns são herbáceas perenes e gramíneas, escolhidas por sua estrutura de raiz porosa e alta taxa de crescimento. Árvores e arbustos também podem ser plantados para cobrir superfícies maiores. As plantas devem ser selecionadas de forma coerente com seus respectivos solos e climas, mas plantas que possam tolerar solo saturado e seco são particularmente adequadas para jardins de chuva. Plantas nativas e adaptadas são comumente selecionadas para jardins de chuva porque são mais tolerantes às condições locais de clima, solo e água; têm sistemas radiculares profundos e variáveis para maior infiltração de água e tolerância à seca; aumentar o valor do habitat, a diversidade para as comunidades ecológicas locais e a sustentabilidade geral, uma vez estabelecida. A vegetação com profundidade de estrutura radicular densa e uniforme ajuda a manter a infiltração consistente em todo o sistema de biorretenção.
É importante plantar espécies variadas para que o jardim de chuva seja funcional em todas as condições climáticas. É comum que jardins experimente grande variação de níveis de umidade ao longo de sua vida útil, de forma que algumas espécies tolerantes à seca são desejáveis. Existem quatro categorias de tolerância à umidade de uma espécie vegetativa que podem ser consideradas ao escolher plantas para um jardim de chuva. O solo úmido está constantemente cheio de água com longos períodos de acúmulo de água superficial; esta categoria inclui locais de pântano e pântano. O solo úmido é sempre um pouco úmido, e as plantas que prosperam nessa categoria podem tolerar períodos mais longos de inundação. O solo mésico não é muito úmido nem muito seco; plantas que preferem esta categoria podem tolerar breves períodos de inundação. O solo seco é ideal para plantas que podem suportar longos períodos de seca. As plantações escolhidas para jardins de chuva devem ser capazes de prosperar durante períodos de chuva e seca extremos, uma vez que os jardins de chuva oscilam periodicamente entre esses dois estados. Um jardim de chuva em climas temperados dificilmente secará completamente, mas jardins em climas secos precisarão manter baixos níveis de umidade do solo durante os períodos de seca. Por outro lado, é improvável que os jardins de chuva sofram de intenso alagamento, uma vez que a função de um jardim de chuva é que o excesso de água seja drenado do local. Plantas tipicamente encontradas em jardins de chuva são capazes de absorver grandes quantidades de chuva durante o ano como uma estratégia intermediária durante a estação seca. A transpiração das plantas em crescimento acelera a secagem do solo entre as tempestades. Os jardins de chuva têm melhor desempenho usando plantas que crescem em solos regularmente úmidos, porque essas plantas geralmente podem sobreviver em solos mais secos que são relativamente férteis (contêm muitos nutrientes).
A vegetação escolhida precisa respeitar as restrições e limitações do local e, especialmente, não deve impedir a função primária de biorretenção. Árvores sob linhas de energia, ou que levantam calçadas quando o solo fica úmido, ou cujas raízes procuram e entopem as telhas de drenagem podem causar danos caros. As árvores geralmente contribuem mais para os locais de biorretenção quando estão localizadas perto o suficiente para absorver a umidade na depressão do jardim de chuva, mas não sombreiam excessivamente o jardim e permitem a evaporação. Dito isto, sombrear as águas superficiais abertas pode reduzir o aquecimento excessivo dos habitats vegetativos. As plantas toleram a inundação por água quente por menos tempo do que toleram a água fria porque o calor expulsa o oxigênio dissolvido, portanto, uma planta tolerante a inundações no início da primavera pode não sobreviver à inundação do verão.

### Remoção de poluentes
Os jardins de chuva são projetados para capturar o fluxo inicial de águas pluviais e reduzir o acúmulo de toxinas que fluem diretamente para os cursos d'água naturais através da filtragem do solo. A remediação natural de águas pluviais contaminadas é um processo de tratamento eficaz e sem custos. Direcionar a água para fluir através do solo e da vegetação permite a captura de partículas poluentes, enquanto os poluentes atmosféricos são capturados nas membranas das plantas e depois presos no solo, onde a maioria deles começa a se decompor. Essas abordagens ajudam a difundir o escoamento, o que permite que os contaminantes sejam distribuídos pelo local em vez de concentrados. A National Science Foundation, a Agência de Proteção Ambiental dos Estados Unidos e várias instituições de pesquisa estão atualmente estudando o impacto de aumentar os jardins de chuva com materiais capazes de capturar ou reduzir químicamente os poluentes a compostos benignos.
O principal desafio em projetos do jardim de chuva é prever os tipos de poluentes e as cargas aceitáveis de poluentes que o sistema de filtragem do jardim de chuva pode processar durante tempestades de alto fluxo. Os contaminantes podem incluir material orgânico, como resíduos de animais e derramamentos de óleo, bem como material inorgânico, como metais pesados e nutrientes fertilizantes. Esses poluentes são conhecidos por causarem uma promoção prejudicial do crescimento de plantas e algas se infiltrarem em córregos e rios. O desafio de prever as cargas de poluentes é especificamente agudo quando a chuva ocorre após um período de seca mais longo. As águas pluviais iniciais são frequentemente altamente contaminadas com os poluentes acumulados dos períodos secos. Os projetistas de jardins de chuva se concentraram anteriormente em encontrar plantas nativas robustas e incentivar a biofiltração adequada, mas recentemente começaram a aumentar as camadas de filtragem com meios especificamente adequados para reduzir quimicamente a oxirredução dos fluxos de poluentes recebidos. Certas espécies de plantas são muito eficazes no armazenamento de nutrientes minerais, que só são liberados quando a planta morre e se decompõe. Outras espécies podem absorver contaminantes de metais pesados. Cortar e remover completamente essas plantas no final do ciclo de crescimento remove completamente esses contaminantes. Este processo de limpeza de solos poluídos e águas pluviais é chamado de fitorremediação.

## Projetos

### Austrália
- O Programa Jardins Hidroviários Saudáveis promove uma forma simples e eficaz de tratamento de águas pluviais e visa conscientizar as pessoas sobre como uma boa gestão de águas pluviais contribui para a saúde dos cursos d'água. O programa incentiva as pessoas a construir jardins de chuva em casa e alcançou sua meta de ver 10.000 jardins de chuva construídos em Melbourne até 2013.[41]
- Banco de dados de projetos de design urbano sensível à água da Melbourne Water, incluindo 57 estudos de caso relacionados a jardins de chuva/sistemas de biorretenção. Melbourne Water é a agência do Governo do Estado de Victoria responsável pela gestão das bacias de abastecimento de água de Melbourne.[42]
- Water By Design é um programa de capacitação que apoia a adoção do Water Sensitive Urban Design, incluindo jardins de chuva, no sudeste de Queensland. Foi estabelecido pela South East Queensland Healthy Waterways Partnership em 2005, como um componente integral da Estratégia de Hidrovias Saudáveis da SEQ.[43]

### Brasil
- Em Belo Horizonte, o Plano Diretor Municipal aprovado em 2019 prevê a instalação de jardins de chuva para mitigar as inundações decorrentes da impermeabilização do solo.[44] Os jardins de chuva começaram a ser inaugurados em 2021.[45]
- Em São Paulo, a Subprefeitura da Sé iniciou, em 2020, projeto de implantação de 20 mil m² de jardins de chuva em seu território.[46] A prefeitura instalou 163 jardins de chuva até o final de 2021, com planos de chegar a 400 jardins até 2024.[47]

### China
- Na Universidade de Tecnologia em Xi'an China, um jardim de chuva foi construído para observar e estudar ao longo de 4 anos. Este estudo mostrou que ao longo de 4 anos, houve 28 grandes eventos de tempestade em Xi'an. Dentro dessas 28 tempestades, o jardim de chuva foi capaz de reter a chuva da maioria das tempestades. Apenas 5 dessas tempestades causaram o transbordamento do jardim de chuva.[48]
- Rain Gardens nesta região sub-úmida de loess de Xi'an China, são Desenvolvimentos de Baixo Impacto (LID).[48]
- A China planeja implementar um programa de "cidade esponja" em resposta às inundações urbanas. Este programa priorizará o ambiente natural e incluirá jardins de chuva, telhados verdes, zonas úmidas e superfícies mais permeáveis para retardar a retenção de águas pluviais.[49]

### Estados Unidos
- A campanha de 12.000 jardins de chuva para Puget Sound está coordenando os esforços para construir 12.000 jardins de chuva na Bacia de Puget Sound, no oeste de Washington, até 2016. O site de 12.000 jardins de chuva fornece informações e recursos para o público em geral, profissionais da paisagem, funcionários municipais e tomadores de decisão. Ao fornecer acesso às melhores orientações atuais, materiais fáceis de usar e uma rede de jardineiros mestres "Mentores de jardim de chuva" treinados, esta campanha busca capturar e limpar mais de 200 milhões de galões de escoamento poluído a cada ano e, assim, melhorar significativamente Qualidade da água de Puget Sound.[50]
- Maplewood, Minnesota, implementou uma política de incentivo aos moradores para instalar jardins de chuva. Muitos bairros tiveram valas adicionadas a cada propriedade, mas a instalação de uma horta na vala foi voluntária. O projeto foi uma parceria entre a cidade de Maplewood, o Departamento de Arquitetura Paisagista da Universidade de Minnesota e o Ramsey Washington Metro Watershed District. Um grupo focal foi realizado com os moradores e publicado para que outras comunidades pudessem utilizá-lo como recurso no planejamento de seus próprios projetos de hortas pluviais.
- Algumas organizações governamentais locais oferecem subsídios locais para que os moradores instalem jardins de chuva. No Condado de Dakota, Minnesota, o Distrito de Conservação de Solo e Água do Condado de Dakota oferece subsídios de US$ 250 e assistência técnica por meio do programa Paisagismo para Água Limpa http://www.dakotaswcd.org/cleanwater_form.html para incentivar os moradores a instalar jardins de chuva residenciais.
- Em Seattle, um projeto protótipo, usado para desenvolver um plano para toda a cidade, foi construído em 2003. Chamado de SEA Street, para Street Edge Alternatives, foi uma reforma drástica de uma rua residencial. A rua foi alterada de um caminho linear típico para uma curva suave, estreita, com grandes jardins de chuva colocados ao longo da maior parte da rua. A rua tem 11% menos superfície impermeável do que uma rua normal. Existem 100 árvores perenes e 1.100 arbustos ao longo deste trecho de 3 quarteirões de estrada, e um estudo de 2 anos descobriu que a quantidade de águas pluviais que deixa a rua foi reduzida em 99%.[51]
- 10.000 Rain Gardens é uma iniciativa pública na área metropolitana de Kansas City, Missouri. Os proprietários são incentivados a criar jardins de chuva, com um objetivo final de 10.000 jardins individuais.
- O Conselho de Ação Ambiental de West Michigan estabeleceu Rain Gardens of West Michigan como um programa de alcance da qualidade da água.[52] Também em Michigan, a Southeastern Oakland County Water Authority publicou um panfleto para incentivar os moradores a adicionar um jardim de chuva às suas paisagens para melhorar a qualidade da água na bacia do rio Rouge.[53] No Condado de Washtenaw, os proprietários podem se voluntariar para o programa Rain Garden do Comissário de Recursos Hídricos, no qual os voluntários são selecionados anualmente para projetos paisagísticos profissionais gratuitos. Os próprios proprietários constroem os jardins e pagam pelo material de paisagismo. Fotos dos jardins, bem como documentos de projeto e cálculos de drenagem estão disponíveis online.[54] O escritório do Comissário de Recursos Hídricos do Condado de Washtenaw também oferece aulas presenciais e on-line de Master Rain Gardener para ajudar a orientar os interessados no processo de projeto, construção e manutenção de jardins de chuva.[55]
- A cidade de Portland, Oregon, estabeleceu um programa Clean River Rewards, para incentivar os moradores a desconectar as calhas do sistema de esgoto combinado da cidade e criar jardins de chuva. Workshops, descontos nas contas de águas pluviais e recursos da web são oferecidos.[56]
- Em Delaware, vários jardins de chuva foram criados através do trabalho da Agência de Recursos Hídricos da Universidade de Delaware e de organizações ambientais, como a Appoquinimink River Association.[57]
- Em Nova Jersey, o Programa de Recursos Hídricos de Extensão Cooperativa Rutgers já instalou mais de 125 jardins de chuva de demonstração em áreas suburbanas e urbanas. O Programa de Recursos Hídricos começou a se concentrar no uso de jardins de chuva como infraestrutura verde em áreas urbanas, como Camden e Newark, para ajudar a evitar inundações localizadas, transbordamentos de esgoto combinados e melhorar a qualidade da água. O Programa de Recursos Hídricos também revisou e produziu um manual de jardim de chuva em colaboração com a Sociedade de Plantas Nativas de Nova Jersey.[58]
- De acordo com o Departamento de Proteção Ambiental de Massachusetts, jardins de chuva podem remover 90% do total de sólidos suspensos, 50% de nitrogênio e 90% de fósforo.[22]
- Dr. Allen P. Davis é professor de meio ambiente e engenharia civil na Universidade de Maryland, College Park. Nos últimos 20 anos, Davis e sua equipe vêm estudando a eficácia dos jardins de chuva. Para sua pesquisa, eles construíram dois jardins de chuva no campus perto da bacia do rio Anacostia no outono de 2001.[59] Grande parte do escoamento do campus da Universidade de Maryland, membro da Anacostia Watershed Restoration Partnership, acaba no rio Anacostia, alimentando a Baía de Chesapeake. Esta pesquisa considera os jardins de chuva um método muito eficaz de captação e filtragem de água, incentivando outros na bacia hidrográfica da Baía de Chesapeake a implementar jardins de chuva.
  - A pesquisa de Davis mostrou que os jardins de chuva ajudam na captura e biodegradação de poluentes como sólidos em suspensão, bactérias, metais, óleo e graxa.
  - A qualidade da água analisada na Universidade de Maryland mostrou um aumento significativo na clareza da água após a filtragem do jardim de chuva.[60]
  - Há um jardim de chuva no Centro para Crianças Pequenas (CYC) da Universidade de Maryland, projetado por estudantes do Departamento de Ciências Vegetais e Agricultura da Paisagem. O jardim de chuva permite que os professores do CYC eduquem futuros alunos sobre sustentabilidade.[61]

### Reino Unido
- O London Wetland Centre do Wildfowl and Wetlands Trust inclui um jardim de chuva projetado por Nigel Dunnett.[62]
- O Islington London Borough Council contratou os consultores de drenagem sustentável Robert Bray Associates para projetar um jardim de chuva piloto no desenvolvimento de Ashby Grove, que foi concluído em 2011. Este jardim de chuva é alimentado a partir de uma área de captação típica de telhado doméstico modesto de 30m² e foi projetado para demonstrar como os jardins de chuva domésticos são simples e econômicos para instalar. O aparelho de monitoramento foi incorporado ao projeto para permitir que a Middlesex University monitorasse os volumes de água, a qualidade da água e o teor de umidade do solo. A bacia do jardim de chuva tem 300 mm de profundidade e uma capacidade de armazenamento de 2,17 m³, pouco acima do volume necessário para armazenar o escoamento da captação do telhado em uma tempestade de 1 em 100 mais 30% de subsídio para mudanças climáticas.[63][64]
- O Projeto Day Brook Rain Garden introduziu vários jardins de chuva em uma rua residencial existente em Sherwood, Nottingham.[65]